# Alan Warboys
Alan Warboys (Goldthorpe, 18 aprile 1949) è un ex calciatore inglese, di ruolo attaccante.

## Carriera
Esordisce tra i professionisti all'età di 17 anni con il Doncaster, con cui nella stagione 1966-1967 retrocede dalla terza alla quarta divisione inglese, categoria in cui gioca l'anno seguente; nell'estate del 1968, dopo 12 reti segnate in 40 partite di campionato, viene ceduto allo Sheffield Weds: qui in due stagioni e mezzo segna 7 gol in 52 partite di prima divisione e 6 gol in 27 partite di seconda divisione, per poi giocare in quest'ultima categoria per una stagione e mezzo con la maglia dei gallesi del Cardiff City, con i quali segna 27 reti in 60 partite di campionato e vince anche la Coppa del Galles nella stagione 1971-1972, annata nella quale gioca peraltro anche 2 partite in Coppa delle Coppe.
All'inizio della stagione 1972 torna a giocare a Sheffield, ma questa volta allo Sheffield Utd: nel dicembre del 1972, dopo sole 7 presenze (senza gol segnati) in prima divisione viene però ceduto ai Bristol Rovers, in terza divisione: rimane nel club fino al termine della stagione 1975-1976, conquistando anche una promozione in seconda divisione al termine della stagione 1973-1974 e giocando quindi in questa categoria per un ulteriore biennio. Nel 1976, dopo 144 presenze e 53 reti in incontri di campionato, passa ai londinesi del Fulham: nella sua unica stagione nel club della capitale inglese segna 2 reti in 19 presenze nel campionato di terza divisione, ed a fine stagione passa all'Hull City, con cui milita per un biennio in questa stessa categoria, mettendo a segno 9 reti in 49 partite di campionato giocate. Va infine a chiudere la carriera nuovamente al Doncaster, con cui trascorre tre stagioni consecutive in quarta divisione ed una stagione (la 1981-1982) in terza divisione, per un totale di ulteriori 89 presenze e 21 reti in incontri di campionato con la maglia dei Vikings.
In carriera ha totalizzato complessivamente 487 presenze e 137 reti nei campionati della Football League, giocando almeno una partita e segnando almeno un gol in ciascuna delle quattro categorie che ne facevano parte.

## Palmarès

### Club

#### Competizioni nazionali
- Coppa del Galles: 1

Cardiff City: 1971-1972